# Distretto di Nyamasheke
Il distretto di Nyamasheke è un distretto (akarere) del Ruanda, parte della Provincia Occidentale, con capoluogo Kagano.
Il distretto si compone di 15 settori (imirenge):
- Bushekeri
- Bushenge
- Cyato
- Gihombo
- Kagano
- Kanjongo
- Karambi
- Karengera
- Kirimbi
- Macuba
- Mahembe
- Nyabitekeri
- Rangiro
- Ruharambuga
- Shangi